# Hippolyte Conchon
Hippolyte Conchon, né le 8 juin 1794 à Aubusson (Creuse) et décédé le 13 février 1865 à Paris, avocat et homme de lettres français, a été maire de Clermont-Ferrand de 1835 à 1843.
Sa fille, Léontine (1822-1890) épousa en 1842 le juriste et homme politique Eugène Rouher.

## Biographie
Hippolyte Conchon était le fils de Jean-Baptiste Conchon, un ancien expert feudiste d'origine auvergnate qui exerça à Volvic puis à Aubusson (avec le titre d'« agent national » à partir de la Révolution) avant de s'installer vers 1810 à Clermont, où il mourut quelques années plus tard.
Le jeune Hippolyte fit ses études aux lycées de Limoges puis de Clermont. Après avoir fait son droit à Paris, il fut reçu avocat au barreau de Clermont en 1818.
Amateur d'Histoire, de poésie et de belles-lettres en général, il devint dès 1828 membre de l'Académie des sciences, arts et belles-lettres de Clermont-Ferrand, alors présidée par le comte de Montlosier.
Libéral, il fut nommé adjoint du nouveau maire, Jules Cariol, le 15 septembre 1830. Cette désignation intervenait au lendemain des Trois Glorieuses, pendant lesquelles il appartint (avec quatorze autres membres, dont Cariol, Verdier de Latour et Antoine Jouvet, tous trois futurs maires de Clermont-Ferrand) à une commission départementale « de paix et de sûreté publique » chargée de canaliser la Révolution de 1830 dans le Puy-de-Dôme. Cariol cumulant dès 1834 sa fonction municipale avec un mandat parlementaire, Conchon fut souvent amené à présider le conseil municipal en son absence. Le 24 juillet 1835, il fut nommé maire de Clermont-Ferrand.
En raison d'un manque de financement, il y eut peu de travaux importants sous le mandat de Conchon. La construction de nouveaux abattoirs ou les travaux d'achèvement de l'hôtel de ville, déjà décidés sous la Restauration, furent toutefois entrepris au début des années 1840.
Les 9, 10 et 11 septembre 1841, Clermont-Ferrand fut en proie à de violentes émeutes provoquées par le recensement décidé en vue d'une réforme fiscale par le ministre Humann. Les émeutiers, auxquels s'étaient joints des habitants de localités rurales voisines (Aubière, Beaumont), manifestèrent leur colère à l'encontre des autorités municipales. Dépassée par l'ampleur de la révolte, la municipalité présidée par Conchon fut contrainte d'annoncer la suspension des opérations de recensement, qu'elle ne faisait pourtant qu'encadrer. En allant au-devant des insurgés réunis sur la place de Jaude, le maire fut agressé, on lui jeta des pierres et il dut fuir pour échapper au lynchage. Sa maison, située sur cette même place, fut pillée et incendiée.
Démissionnaire peu de temps après, il rendit son écharpe « souillée par la sédition » en 1843 au profit d'un poste de conseiller à la cour de Riom (entre Edmond Brun de Villeret et Moulinet). Il obtint sa mutation à la cour de Paris quelques années plus tard grâce à son gendre, le ministre de la Justice Eugène Rouher.
Il fit du château du Pointet, construit de 1843 à 1855 dans le style des chalets ou cottages de Vichy et situé à Broût-Vernet dans l'Allier, sa résidence secondaire.
Retraité en juin 1864, il reçut la croix d'officier de la légion d'honneur (il avait été nommé chevalier en 1837). Il tomba malade peu de temps après et mourut le 13 février 1865. Ses obsèques furent célébrées en l'église Sainte-Clotilde de Paris. Son épouse mourut en 1877, à l'âge de quatre-vingt-deux ans.